# Doryphallophora megacephala
Doryphallophora megacephala är en kräftdjursart som först beskrevs av Roger J. Lincoln och Geoffrey Allen Boxshall 1983.  Doryphallophora megacephala ingår i släktet Doryphallophora och familjen Doryphallophoridae.
Artens utbredningsområde är havet kring Nya Zeeland. Inga underarter finns listade i Catalogue of Life.